# Серхіо Верду
Серхіо Верду (народився 15 серпня 1958 року в Барселоні, Іспанія) — іспано-американський науковець, професор електротехніки в Прінстонському університеті (до 2018), де він викладав і проводить дослідження з теорії інформації в групі інформаційних наук та систем. Він також був членом Програми з прикладної та обчислювальної математики.

## Навчання
Серхіо Верду отримав у 1980 році диплом за спеціальністю телекомунікаційної інженерії в Політехнічному університеті Каталонії (Барселона, Іспанія), а потім захистив кандидатську дисертацію (Ph.D.) в галузі електротехніки в Університеті штату Іллінойс в Урбана-Шампейн у 1984 році.

## Наукова діяльність
Він проводив наукові дослідження в Координаційній науковій лабораторії Іллінойського університету. Його докторські дослідження стали першими у сфері багатокористувацької детекції. У 1998 році у видавництві Кембриджського університету (Cambridge University Press) він опублікував свою книгу «Багатокористувацька детекція». 

## Інцидент із сексуальними домаганнями
У главі IX розслідування у Принстоні, оприлюднені у 2017 році в Хаффінгтон пост, виявило, що Серхіо Верду сексуально домагався однієї зі своїх аспіранток — південнокорейської жінки. Від так, аспірантка змінила наукових керівників  і тему дослідження. Прес-секретар університету спростував твердження про те, що додаткове навчання було єдиним наслідком для Верду, заявивши, що «було накладено штрафи, крім необхідного консультування», але не зазначено цих санкцій.
За словами декана факультету Принстона, існують твердження, що Верду переслідував й інших, але лише одна аспірантка виявила бажання подати офіційну скаргу. Серхіо Верду відхилив висновки розслідування, заявивши: «університет мені порадив не відповідати, але я категорично заперечую, що там були якісь контакти або які-небудь сексуальні домагання.»
Серхіо Верду був звільнений з факультету 22 вересня 2018 року після університетського розслідування його поведінки стосовно університетської політики, яка забороняє взаємні стосунки зі студентами та вимагає чесності та співпраці в університетських питаннях.

## Нагороди та почесні звання
- Співробітник Інституту інженерів з електротехніки та електроніки (IEEE; 1993)[7]
- Премія Фредерік Еммонс Терман від Американського товариства з інженерної освіти (2000)[8]
- Медаль третього тисячоліття стандарту IEEE (2000),
- Ступінь Почесного доктора Політехнічного університету Каталонії, (2005)
- Член Національної інженерної Академії (2007)[9]
- Член Національної Академії наук США (2014)[10]
- Член-кореспондент Королівської інженерної Академії Іспанії (2013)
- Премія імені Клода Е. Шеннона нагороду від товариства теорії інформації (2007)[11]
- Медаль Річарда Геммінга (2008)[12]
- NAS Award for Scientific Reviewing (2016)

Його роботи отримали кілька нагород:
- 1992 — Премія — Дональд Р. Фінка[13]
- 1998 — Теорія інформації нагородного листа від стандарту IEEE інформаційної теорії суспільства[14]
- 1998 — Золотий Ювілейний приз від стандарту IEEE інформаційної теорії суспільства[15]
- 2000 — приз від Фонду Японії з телекомунікаційного розвитку,
- 2002 — Нагорода Леонарда Авраама від товариства комунікацій IEEE (разом з Ральфом р. Мюллер), за кращу дослідницьку роботу в галузі систем зв'язку[16]
- 2006 — ComSoc і спільний документ, нагорода від комунікацій IEEE суспільства і стандарту IEEE теорії інформації в суспільстві[17]
- 2008 — нагорода журналу «Бездротові комунікацій і мережі» — від Європейської асоціації по обробці сигналів (EURASIP)[18]
- 2009 — нагорода Стівена О. Риса від товариства комунікацій IEEE (разом з Анхель Лосано і Антонії «Тулино»), за кращу роботу в галузі теорії комунікації[19]
- 2011 — нагорода Інформаційна Теорія документа від стандарту IEEE інформаційної теорії суспільства

З 1997 році він працював президентом товариства інформаційної теорії інформації IEEE. В даний час він працює головним редактором фундацій та тенденцій в галузі комунікацій та інформаційної теорії.